# Lothar Starke
Lothar Starke (* 18. Januar 1938 in Reinsdorf; † 17. Mai 2011) war ein deutscher Urologe sowie Politiker (SPD). Er war von 1990 bis 1994 Mitglied des Sächsischen Landtages.

## Leben
Lothar Starke besuchte die Oberschule in Zwickau und absolvierte dort sein Abitur. Anschließend machte er eine Ausbildung zum Krankenpfleger im Heinrich-Braun-Krankenhaus Zwickau. Es folgte ein Studium der Humanmedizin in Leipzig mit dem Staatsexamen im Jahr 1964. Von 1964 bis 1969 machte er eine Facharztausbildung am Bezirkskrankenhaus Zwickau. Ab 1970 war Starke Facharzt für Urologie. Ab 1973 leitete er die Urologische Abteilung am Kreiskrankenhaus mit der Poliklinik Kirchberg.
Starke war verheiratet und hatte zwei Töchter.

## Politik
Lothar Starke war ab Januar 1990 Vorsitzender des Ortsvereins der SPD in Kirchberg. Ab Juni 1990 war er Beigeordneter beim Landrat Kreis Zwickau.
Im Oktober 1990 zog er über die Landesliste der SPD Sachsen in den Sächsischen Landtag ein, dem er für eine Wahlperiode bis 1994 angehörte. Dort war er stellvertretender Vorsitzender im Innenausschuss.